# Eirik Tveiten
Eirik Tveiten (* 1967) ist ein norwegischer Filmregisseur, Drehbuchautor und Filmschaffender, der mit seinem Film Nattrikken eine Oscarnominierung verbuchen kann.

## Biografisches
Tveiten führte 2010 Regie bei seinem ersten gefeierten Kurzfilm Vennlige mennesker (Friendly people), für den er auch das Drehbuch schrieb. Sein Filmrepertoire umfasst in erster Linie Kurzfilme, für die er auch die Drehbücher erstellte. Seine Arbeit erstreckt sich auf verschiedene Genres und reicht von hohem Realismus bis hin zu stilisierter Komödie. Bekannt ist er auch für seine 2017 veröffentlichten Kurzfilme Vilde, Vincent und Voyeur.
Tveitens Film Nattrikken (Night Ride) wurde beim Norwegischen Kurzfilmfestival mit dem Publikumspreis ausgezeichnet und auf verschiedenen Festivals weltweit vorgestellt, wo der Film jeweils ausgezeichnet wurde. Zudem erhielt Tveiten für und mit seinem Film eine Oscarnominierung für die im März 2023 veranstalteten 95. Academy Awards, konnte die Auszeichnung jedoch nicht erringen. 

## Filmografie (Auswahl)
Regie und Drehbuch, wenn nicht anders angegeben
- 1995: Lille Lørdag (Fernsehserie, Staffel/Episode 7; Schauspieler)
- 2000: Solo (Kurzfilm; Schauspieler)
- 2002: Brigaden (Fernsehserie, S1/E4+5; Schauspieler)
- 2010: Vennlige mennesker (Friendly people) (Kurzfilm)
- 2012: Livet Utenfor (Kurzfilm)
- 2017: Fremmede (Kurzfilm)
- 2017: Vilde (Kurzfilm)
- 2017: Vincent (Kurzfilm)
- 2017: Voyeur (Kurzfilm)
- 2019: Beforeigners: Mörderische Zeiten (Fernsehserie, S1/E3; Schauspieler)
- 2019: De Utvalgte (Kurzfilm; nur Regie)
- 2020: Hassan (Kurzfilm)
- 2020: Nattrikken (Kurzfilm)
- 2021: Akt (Kurzfilm)
- 2022: Rooms by the sea (Kurzfilm)

## Auszeichnungen
- Virginia Film Festival 2022: Gewinner des Audience Award in der Kategorie „Narrativer Kurzfilm“ für und mit Nattrikken
- Tribeca Film Festival 2022: Gewinner in der Kategorie „Bester narrativer Kurzfilm“ für und mit Nattrikken
- Annapolis Film Festival 2022: Gewinner des Jury Preises in der Kategorie „Bester Kurzfilm“ für und mit Nattrikken
- Academy Awards 2023: Nominiert für den Oscar in der Kategorie „Bester Kurzfilm“ gemeinsam mit Gaute Lid Larssen für und mit Nattrikken